# Werner Grissmann
Werner Grissmann (Lienz, 21 gennaio 1952) è un ex sciatore alpino e pilota di rally austriaco.

## Biografia

### Carriera sciistica
Discesista puro, Werner Grissmann ottenne il primo risultato di rilievo in Coppa del Mondo il 13 gennaio 1973 a Grindelwald, dove giunse 7º; un mese dopo, l'11 febbraio a Sankt Moritz, conquistò il suo unico successo in carriera nel circuito, nonché primo podio. Quell'anno fu anche 2º nella classifica di specialità della Coppa Europa.
Nel 1974-1975 si classificò al 2º posto nella Coppa del Mondo di discesa libera, superato dal compagno di squadra Franz Klammer di 44 punti, mentre nel 1978 venne convocato per i Mondiali di Garmisch-Partenkirchen, dove vinse la medaglia di bronzo piazzandosi alle spalle del connazionale Josef Walcher e del tedesco occidentale Michael Veith.
Ai XIII Giochi olimpici invernali di Lake Placid 1980, sua unica presenza olimpica, si piazzò al 7º posto; il 4 marzo 1980 a Lake Louise salì per l'ultima volta sul podio in Coppa del Mondo classificandosi 3º dietro all'italiano Herbert Plank e al compagno di squadra Harti Weirather. L'anno seguente terminò l'attività agonistica e il suo ultimo piazzamento in carriera fu l'8º posto ottenuto nella gara di Coppa del Mondo disputata ad Aspen.

### Carriera automobilistica
Dedicatosi ai rally nel 1981, disputò 10 gare del campionato del mondo, ottenendo quale miglior piazzamento un quinto posto al Rally del Portogallo nel 1985 al volante di una Audi Quattro A2. Disputò la sua ultima corsa nel 1986 al Rally di Monte Carlo, non riuscendo a terminare la gara.

## Palmarès

### Sci alpino

#### Mondiali
- 1 medaglia:
  - 1 bronzo (discesa libera a Garmisch-Partenkirchen 1978)

#### Coppa del Mondo
- Miglior piazzamento in classifica generale: 8º nel 1975
- 10 podi (tutti in discesa libera):
  - 1 vittoria
  - 4 secondi posti
  - 5 terzi posti

##### Coppa del Mondo - vittorie
| Data             | Località     | Paese    | Specialità |
| ---------------- | ------------ | -------- | ---------- |
| 11 febbraio 1973 | Sankt Moritz | Svizzera | DH         |

Legenda:

DH = discesa libera

#### Campionati austriaci
- 4 medaglie[1]:
  - 1 oro (discesa libera nel 1974)
  - 1 argento (discesa libera nel 1973)
  - 2 bronzi (discesa libera nel 1972; discesa libera nel 1979)

#### Campionati austriaci juniores
- 5 medaglie[1]:
  - 2 ori (slalom gigante nel 1968; discesa libera nel 1969)
  - 2 argenti (discesa libera nel 1968; slalom gigante nel 1969)
  - 1 bronzo (combinata nel 1968)

### Automobilismo

#### Risultati nel mondiale rally
| 1982 | Scuderia | Vettura         |  |  |  |  |  |     |  |  |  |  |  |  |  | Punti | Pos. |
| ---- | -------- | --------------- |  |  |  |  |  | --- |  |  |  |  |  |  |  | ----- | ---- |
| 1982 |          | Opel Ascona 400 |  |  |  |  |  | Rit |  |  |  |  |  |  |  | 0     |      |

| 1983 | Scuderia | Vettura         |  |  |  |  |  |     |  |  |  |     |  |  |  | Punti | Pos. |
| ---- | -------- | --------------- |  |  |  |  |  | --- |  |  |  | --- |  |  |  | ----- | ---- |
| 1983 |          | Audi 80 Quattro |  |  |  |  |  | Rit |  |  |  | Rit |  |  |  | 0     |      |

| 1984 | Scuderia | Vettura         |  |  |     |  |  |     |  |  |  |    |  |  |  | Punti | Pos. |
| ---- | -------- | --------------- |  |  | --- |  |  | --- |  |  |  | -- |  |  |  | ----- | ---- |
| 1984 |          | Audi 80 Quattro |  |  | Rit |  |  | Rit |  |  |  | 10 |  |  |  | 1     | 62º  |

| 1985 | Scuderia | Vettura         |  |  |   |  |  |     |  |  |  |   |  |  |  | Punti | Pos. |
| ---- | -------- | --------------- |  |  | - |  |  | --- |  |  |  | - |  |  |  | ----- | ---- |
| 1985 |          | Audi Quattro A2 |  |  | 5 |  |  | Rit |  |  |  | 8 |  |  |  | 11    | 21º  |

| 1986 | Scuderia | Vettura         |     |  |  |  |  |  |  |  |  |  |  |  |  | Punti | Pos. |
| ---- | -------- | --------------- | --- |  |  |  |  |  |  |  |  |  |  |  |  | ----- | ---- |
| 1986 |          | Audi Quattro A2 | Rit |  |  |  |  |  |  |  |  |  |  |  |  | 0     |      |

| Legenda | 1º posto | 2º posto | 3º posto | A punti | Senza punti | Ritirato | Squalificato | NP=Non partito C=Gara cancellata | Apice=Power stage |